# Констанция Савойская
Конста́нция Саво́йская (итал. Costanza di Savoia, лат. Constance Sabaudae; ? — 1084) — итальянская аристократка из Савойского дома, дочь графа Амадея II Савойского, маркграфиня, супруга маркграфа Монферратского Оттона II из дома Алерамичи.

## Биография
Констанция Савойская была дочерью Амадея II Савойского и Жанны Женевской. Амадей II выдал Констанцию замуж за Оттона II, маркграфа Монферратского из дома Алерамичи.

## Семья
Вместе с мужем Оттоном II Монферратским (1044 — 1084) у них было двое сыновей:
- Гульельмо IV (1040—1100), продолживший династию и ставший после смерти отца маркграфом Монферрато,
- Генрих (? — 1126) — основатель династии маркграфов Окчимьяно[2][3][4].